# Landfriedstein
Der Landfriedstein ist ein Berggipfel im Dachsteinmassiv nördlich von Ramsau am Dachstein und ist 2536 m ü. A. hoch. Er liegt auf der Landesgrenze Steiermark–Oberösterreich.

## Lage
Der Gipfel liegt 6½ Kilometer östlich des Dachsteingipfels, am Südrand der Hochfläche Auf dem Stein. Zum Koppenkarstein (2863 m ü. A.) im Westen erstreckt sich das Koppenkar, zur  Scheichenspitze (2667 m ü. A.) im Süden das Landfriedtal. Beide gehören hydrographisch noch zum Einzugsgebiet Hallstättersee (Dachstein-Nordflanke) – was aber wegen der komplexen Grundwasserhydrographie des Karsts des Dachsteinmassivs hier wenig aussagekräftig ist. Die Oberflächen-Wasserscheide Traun–Enns, die den Abbruch zur Dachstein-Südflanke darstellt, verläuft über Koppenkarstein (Edelgrieß zur Enns) – Scheichenspitze – Eselstein (2556 m ü. A., Seetal zur Enns) – Hundsofen (2158 m ü. A.).
Der Berg liegt oberösterreichischerseits im  Europaschutzgebiet Dachstein (FFH/BSG, AT3101000/EU02) und Naturschutzgebiet Dachstein in den Gemeinden Gosau, Hallstatt und Obertraun (N098), steirischerseits im  Landschaftsschutzgebiet Salzkammergut-Ost (LS 14 a), und gehört zur UNESCO-Welterbestätte Kulturlandschaft Hallstatt–Dachstein/Salzkammergut (WHS 806).

## Name
Der Name bezeichnet die alte Grenze Herzogtum Steiermark – kaiserliches Salzkammergut, auf der sich die Spitze markant und von weitem sichtbar erhebt.
Die Grenze wurde traditionell geradlinig Koppenkarstein – Landfriedstein – Lackner Miesberg eingemessen.

## Wege
Der Berg ist unwegsam. Bestiegen wird er von Süden von der Koppenkarhöhe (2409 m ü. A.), am Weg zwischen Edelgrieß und Gruberscharte (2409 m ü. A.), der Talaufstieg erfolgt also von der Talstation der Hunerkogelbahn (Türlwandhütte, Austriahütte)  oder über das Guttenberghaus.
Nordöstlich passiert der Höhenweg Hunerkogel – Gjaidstein – Feisterscharte – Guttenberghaus oder weiter ostwärts.